# Station Halle (Saale) Klaustor
Station Halle (Saale) Klaustor is een voormalig spoorwegstation in de Duitse plaats Halle (Saale). Het station werd in 1896 geopend en in 1968 gesloten.